# Metodología arqueológica

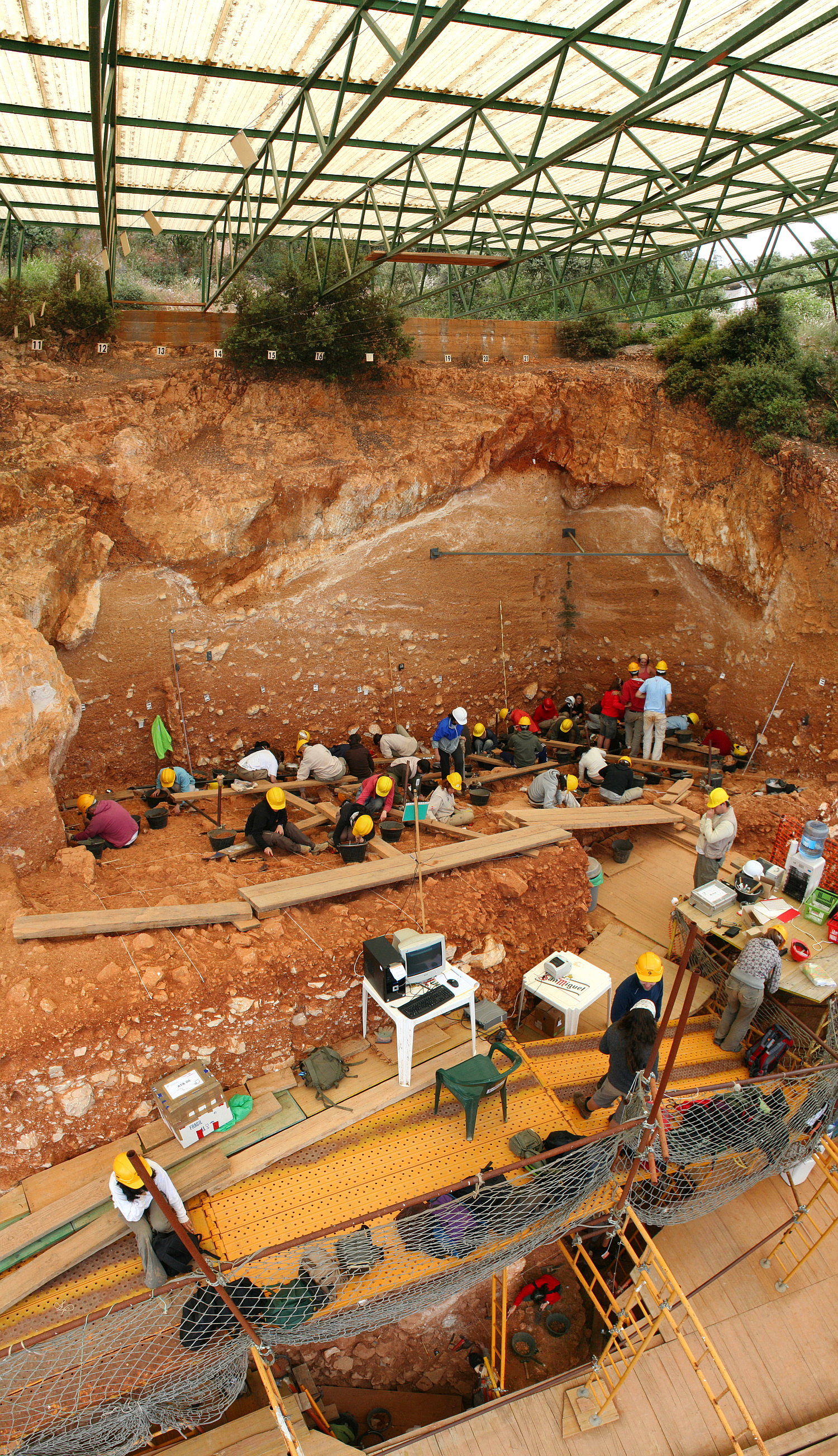
Excavación arqueológica del yacimiento de Gran Dolina, en Atapuerca (Burgos).

La metodología arqueológica permite planificar las excavaciones, cateo o prospecciones basándose en hipótesis y modelos que permiten analizar lo extraído o encontrado en campo a los arqueólogos, geólogos y antropólogos. A modo de ejemplo, contrario al uso de metodología arqueológica se encontraban los exploradores que estudiaron las pirámides de Egipto y cuyo objetivo era encontrar piezas o construcciones a partir de las cuales se podía deducir datos de la antigua sociedad.
Todas las excavaciones arqueológicas tienen como fin historiar las sociedades pasadas a partir de documentos materiales. No obstante, son varias las circunstancias por las que se realiza una intervención arqueológica que determinan, en última instancia, la naturaleza, las estrategias y los protocolos con los que se realizan las excavaciones (excavaciones preventivas o de urgencia en función de la realización de obras públicas o de rehabilitaciones arquitectónicas; proyectos de investigación arqueológica; proyectos de puesta en valor del patrimonio, etc.). En cualquier caso, aunque cambie la estrategia de excavación y los sistemas de documentación arqueológica, la metodología arqueológica no se modifica.

## Principal metodología

### Método Wheeler
Es un método aplicado por Sir Mortimer Wheeler, mediante el cual se realiza una excavación estratigráfica a través del uso de testigos. Es decir, la excavación se realiza mediante un sistema de cuadrículas con unos testigos (fragmentos de tierra -del propio yacimiento-) entre cuadrícula y cuadrícula. Actualmente, no es muy empleado, pues el uso de testigos dificulta una visión conjunta del yacimiento, lo cual puede acarrear problemas a la hora de datarlo.
El arqueólogo, natural de Islas Bermudas, Edward C. Harris ideó en 1973, durante una estancia de trabajo en la universidad inglesa de Winchester, un revolucionario instrumento descriptivo de la estratigrafía arqueológica, basado en la introducción en el sistema de documentación arqueológica de una cuarta dimensión, la temporal, y en la representación de asociaciones estratigráficas mediante diagramas. Es conocido por su nombre inglés como Harris matrix o Winchester seriation diagram, en español también como «Matriz de Harris», y lo acompañó de una serie de «leyes de la estratigrafía arqueológica». Tras algunos años de ensayos, el nuevo método fue presentado en la monografía Principles of Archaeological Stratigraphy (1979) (edición en español Principios de la estratigrafía arqueológica, Barcelona, 1991), que tuvo un extraordinario éxito en todo el mundo. Del 17 al 19 de septiembre de 2008, para celebrar el 35 aniversario de su invención tuvo lugar en Viena un congreso (35th Anniversary of the Harris Matrix. The International Conference on Archaeological Stratigraphy) y, con este motivo, el autor decidió pasar al dominio público su libro (ed. Londres, 1989).
Harris distingue tres sectores o momentos en la estratigrafía arqueológica: el primero concierne a su teoría y sus componentes, el segundo a la documentación y el tercero a la correlación y faseado en el ámbito de la construcción de la secuencia estratigráfica.
Según Harris, el concepto de unidad estratigráfica constituye un punto central de referencia para la nueva arqueología. Debemos al mismo Harris el desarrollo hasta la lógica consecuencia extrema del proceso seguido en Maiden Castle por Wheeler en la década de 1930, cuando por primera vez se numeraron los estratos en las secciones, y seguido en la posguerra, siempre en ambiente británico, por la numeración por primera vez, ahora separada, de estratos y elementos. La introducción del concepto de unidad estratigráfica agiliza enormemente la labor del arqueólogo, ya sea en la ejecución de la excavación como en la recogida de la documentación y en el momento constitutivo e interpretativo de la secuencia estratigráfica.«El proceso de estratificación», escribe Harris, «es un proceso de erosión y de acumulación... una amalgama de modelos naturales de erosión y depósito entrelazados con alteraciones del paisaje efectuadas por el hombre mediante excavaciones y actividad edilicia». 
Entre las consecuencias más evidentes de la concepción de la excavación arqueológica como reconocimiento de las unidades estratigráficas, asume un puesto de relieve la elección estratégica de excavación en grandes áreas, esto es, sobre superficies extensas investigadas unitariamente, junto a la justa y necesaria revalorización de la documentación gráfica horizontal, evidenciando la superación del método Wheeler, de la excavación por cuadros, del uso exasperante de testigos de la exagerada importancia concedida en consecuencia a la documentación gráfica vertical. 
Se adquiere la conciencia de que, si bien el proceso de estratificación es ante todo un fenómeno diacrónico, -que la sección a menudo exalta de forma sugerente-, su comprensión pasa por la definición y el reconocimiento de los aspectos sincrónicos de la estratificación que sólo una concepción, por así decir, horizontal de la estratigrafía permite valorar y evidenciar de pleno. 
Esta revalorización de la estratigrafía horizontal, tanto en la ejecución como en la documentación de la excavación, constituye uno de los pasajes más importantes del trabajo de Harris el más convincente acerca de la necesidad de una redefinición teórica de las bases sobre las que una ciencia, hasta ahora, tan empírica como la arqueología de excavación debe finalmente fundarse. Se diría que Harris viene en cierta medida a codificar, teorizándolas, prácticas ya extendidas en la arqueología británica, esto es, en la arqueología a la manera de Biddle o Barker que han bebido la práctica estratigráfica en el biberón de Mortimer Wheeler.
La novedad de la teorización de Harris se inserta de pleno derecho en la tradición británica de trabajo de campo de la que viene a constituir un fecundo elemento de desarrollo y contribuye a hacer comprender que el hic et nunc del alto nivel de la práctica arqueológica británica no es tan sólo fruto de particulares condiciones históricas, culturales, climáticas o psicológicas, sino que puede ser renovado ubique et semper.
Harris nos recuerda que el patrón con que se mide la profundidad y la calidad del trabajo arqueológico no reside tanto en la minuciosidad del detalle como en la comprensión y consiguiente restitución gráfica inexcusable de las relaciones estratigráficas.

## Estrategias
- Excavación en profundidad
- Excavación en extensión

## Proceso de excavación
Clases de excavación:
1.- Pozos de prueba:
- carácter exploratorio;
- secuencial en profundidad;

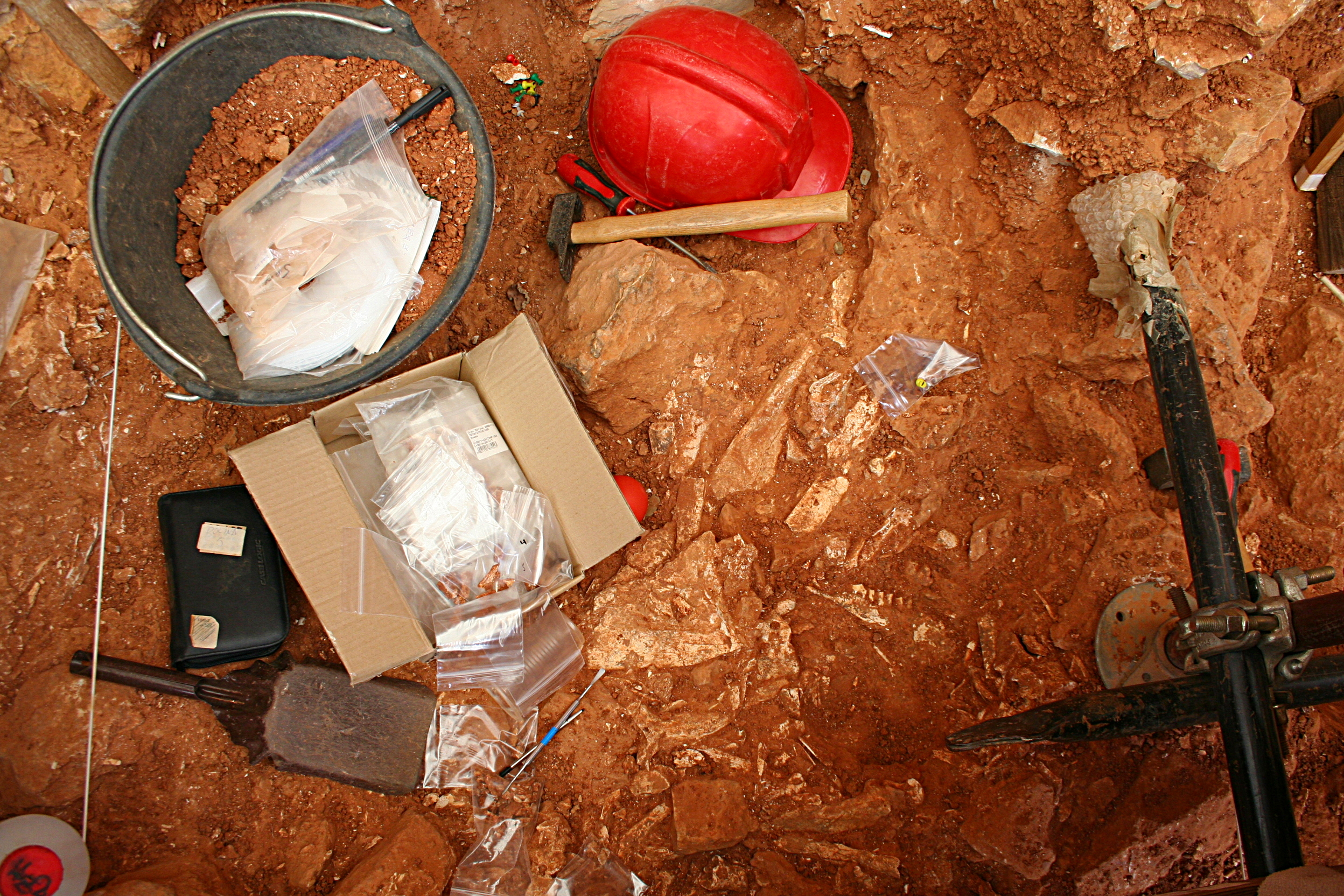
Detalle de un cuadro de excavación con todos los utensilios necesarios para extraer los fósiles del sedimento, como la mandíbula, que se observa, del nivel TD-10 de Gran Dolina, Atapuerca.

- la información que ofrece es una referencia, es decir preliminar.

2.- Trinchera:
- longitudinal en profundidad correlación a estructuras capas.

3.- Áreas:
- expone espacios totalmente;
- aclara funciones, actividades.

## Estratigrafía
La estratigrafía arqueológica es el estudio de la superposición de capas o estratos de la tierra en el terreno con una finalidad arqueológica. Cada capa tiene una edad diferente, y según donde encontremos un objeto podemos establecer su antigüedad.